# (2863) Ben Mayer
(2863) Ben Mayer (1981 QG2) – planetoida z grupy pasa głównego asteroid okrążająca Słońce w ciągu 5,62 lat w średniej odległości 3,16 j.a. Odkryta 30 sierpnia 1981 roku.